# Paul-Ludwig Landsberg
Paul-Ludwig Landsberg (Bonn, 3 december 1901 - concentratiekamp Sachsenhausen, 1944) was een Duits-Joodse filosoof en leerling van Max Scheler. Hij oefende met zijn filosofische antropologie invloed uit op het personalisme. Hij was van huis uit joods, maar werd op besluit van zijn vader onmiddellijk na zijn geboorte luthers gedoopt. Onder invloed van Max Scheler en Romano Guardini zou hij zich later bekeren en katholiek worden.
Na zijn middelbareschooltijd in Bonn studeerde Landsberg filosofie in Freiburg, waar hij met de fenomenologie van Husserl in aanraking kwam. Aansluitend studeerde hij in Berlijn en studeerde uiteindelijk af in Keulen, waar hij tevens Scheler leerde kennen. In 1928 werd hij gehabiliteerd en begon kort daarna als docent aan de universiteit van Bonn. Uit onvrede met de groeiende steun voor het nationaalsocialisme, waartegen hij als (nog) bewonderaar van Karl Marx al vroeg stelling nam, besloot hij Duitsland vier dagen voor de verkiezingen van 1933 te verlaten.
Via Zwitserland kwam Landsberg in Spanje terecht, waar hij in Barcelona en Santander kon doceren. Wegens de Spaanse Burgeroorlog moest hij het land echter verlaten. Hij vond enige tijd later een betrekking aan de Sorbonne in Parijs (1937). Hier ontmoette hij Max Horkheimer, Nikolaj Berdjajev en de beide hoofdfiguren van het intellectuele tijdschrift Esprit, Jean Lacroix en Emmanuel Mounier. Paul Ludwig neemt invloed op Mouniers reflecterende filosofie door er de notie van actie aan toe te voegen, die uit zijn filosofische antropologie voortvloeit.
Landsberg ontving in de oorlog een vals paspoort op naam van Paul Richert, arts uit de Elzas. Omdat hij als "Duitsvijandelijk Elzasser" werd gedenuntieerd, ging hij op transport naar Sachsenhausen, waar hij rond Pinksteren in 1944 als gevolg van uitputting en ondervoeding stierf. Landsberg was sinds 1933 gehuwd met Magdalena Hoffmann.

## Werken
- Die Welt des Mittelalters und wir. Ein geschichtsphilosophischer Versuch über den Sinn eines Zeitalters, 1922
- La Edad Media y nosotros, 1925
- Pascals Berufung, 1929
- Einführung in die philosophische Anthropologie, 1934
- Essai sur l'experience de la mort suivi de Le probleme moral du suicide, 1937
- Wesen und Bedeutung der platonishchen Adademie, 1923
- Die Erfahrung des Todes, 1935
- Zur Soziologie der Erkenntnistheorie, 1931

- Bibsys: 99013276
- Biblioteca Nacional de Chile: 000078020
- Biblioteca Nacional de España: XX1134702
- Bibliothèque nationale de France: cb12185274k (data)
- Catàleg d'autoritats de noms i títols de Catalunya: 981058527416806706
- CiNii: DA01566550
- Gemeinsame Normdatei: 11856918X
- International Standard Name Identifier: 0000 0001 1487 4794
- Library of Congress Control Number: n86084642
- Nationale Bibliotheek van Letland: 000309096
- Bibliotheek van het Japanse parlement: 00446794
- Nationale Bibliotheek van Tsjechië: jn20000701003
- Nationale Bibliotheek van Israël: 987007303154805171
- Nationale Bibliotheek van Polen: a0000002052371
- Nederlandse Thesaurus van Auteursnamen: 071439943
- Réseau des bibliothèques de Suisse occidentale: 02-A000102387
- Istituto Centrale per il Catalogo Unico: RAVV093492
- SNAC: w6m173z6
- Système universitaire de documentation: 030438322
- Virtual International Authority File: 7709588
- WorldCat: E39PBJB48TgHKwcQ6cBJqTC84q